# Patrochy

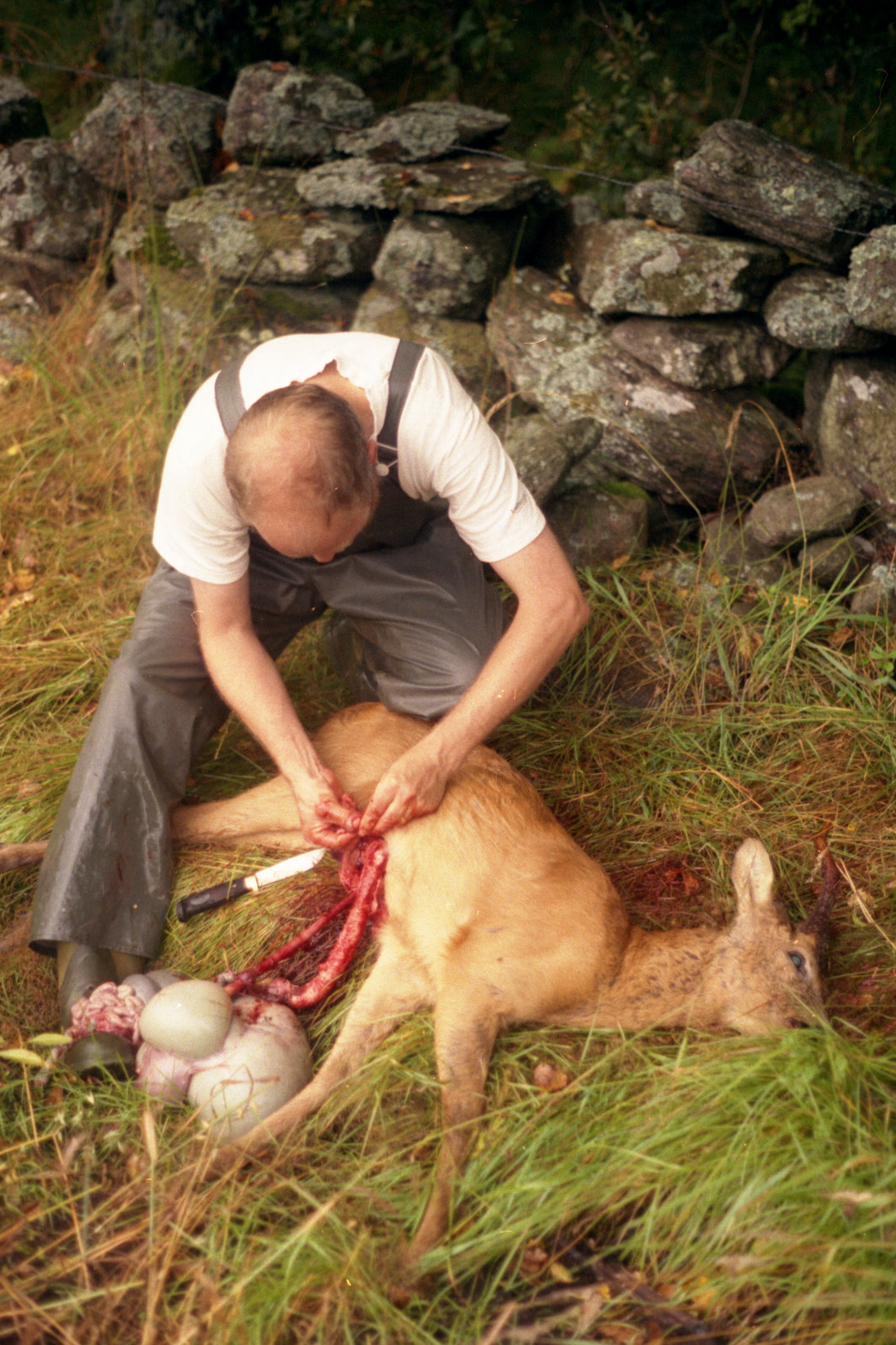
Patrochy

Patrochy – niejadalne wnętrzności zwierząt łownych (upolowanej zwierzyny), tj. żołądek, jelita, układ moczowo-płciowy, wydobywane w procesie patroszenia.